# Forte Chievo
Forte Chievo, originariamente Werk Kaiser Franz Josef, è una fortificazione posta a ovest di Verona, parte del complesso sistema difensivo cittadino e più in particolare del primo campo trincerato di pianura, messo in opera tra 1848 e 1856. La struttura fortificata fu realizzata tra 1850 e 1852 e i lavori furono seguiti dal direttore dell'Imperiale Regio Ufficio delle Fortificazioni di Verona, il maggiore Conrad Petrasch.
In questo forte ottimamente conservato, dedicato al giovane imperatore Francesco Giuseppe I d'Asburgo, tutto denota l'importanza dell'opera, da osservare come modello di architettura militare absburgica per le successive fortificazioni di Verona e dell'impero asburgico. È ragguardevole la perfezione geometrica dell'impianto planimetrico, la sua simmetria, l'impiego di raccordi curvilinei, la complessa e razionale articolazione delle parti. Nell'insieme e nei particolari, risalta la qualità costruttiva e la bellezza delle opere di pietra, con i paramenti murari a conci di tufo a opus poligonale.

## Descrizione

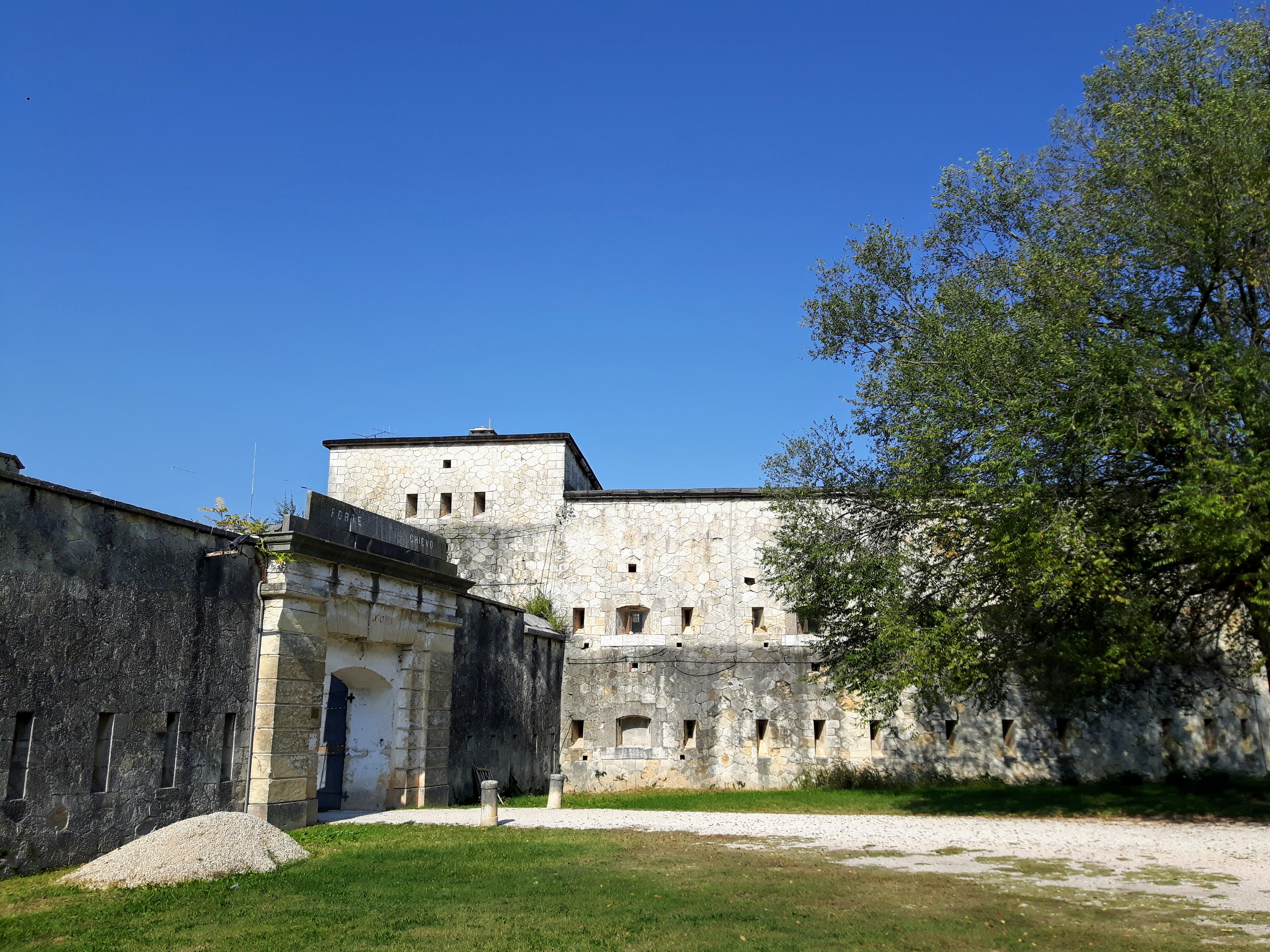
Il portale neoclassico d'accesso al forte, a lato del ridotto del fronte di gola

Il forte è a tracciato poligonale (un sistema poligonale misto tipico della scuola fortificatoria neotedesca), con ridotto centrale e ridotto di gola e impianto a lunetta simmetrica. Il forte chiudeva il campo trincerato a settentrione, facendo sistema a sinistra con il forte Croce Bianca: batteva il terreno antistante verso le strade per Pescantina e Peschiera, mentre il fianco destro e il fronte di gola battevano l'ansa dell'Adige e prendevano d'infilata la ferrovia per Bolzano. Esso nel 1861 venne inoltre integrato nella linea del successivo ingrandimento del campo trincerato.
La ridotta casamattata si compone di due parti: nel centro dell'opera il ridotto principale, a corpo lineare angolato, si eleva su un solo piano, con copertura terrapienata, ordinata per l'artiglieria a cielo aperto, così come il piano terra, con i ricoveri per la guarnigione, è ordinato per l'artiglieria in casamatta; al centro del fronte di gola, si eleva il ridotto di gola, su due piani e copertura con postazioni di artiglieria. La parte sporgente verso l'esterno di questo secondo ridotto è ordinata sui due piani con feritoie per fucilieri e cannoniere, per battere il fronte di gola e per l'azione lontana. Il grande terrapieno a forma di lunetta è ordinato per le artiglierie da fortezza, su postazioni a cielo aperto.
Protetta dalla massa coprente di terra, al centro dell'opera, è inserita la polveriera a prova di bomba; altre due polveriere sono infine situate rispettivamente nel ridotto principale e nel ridotto di gola.

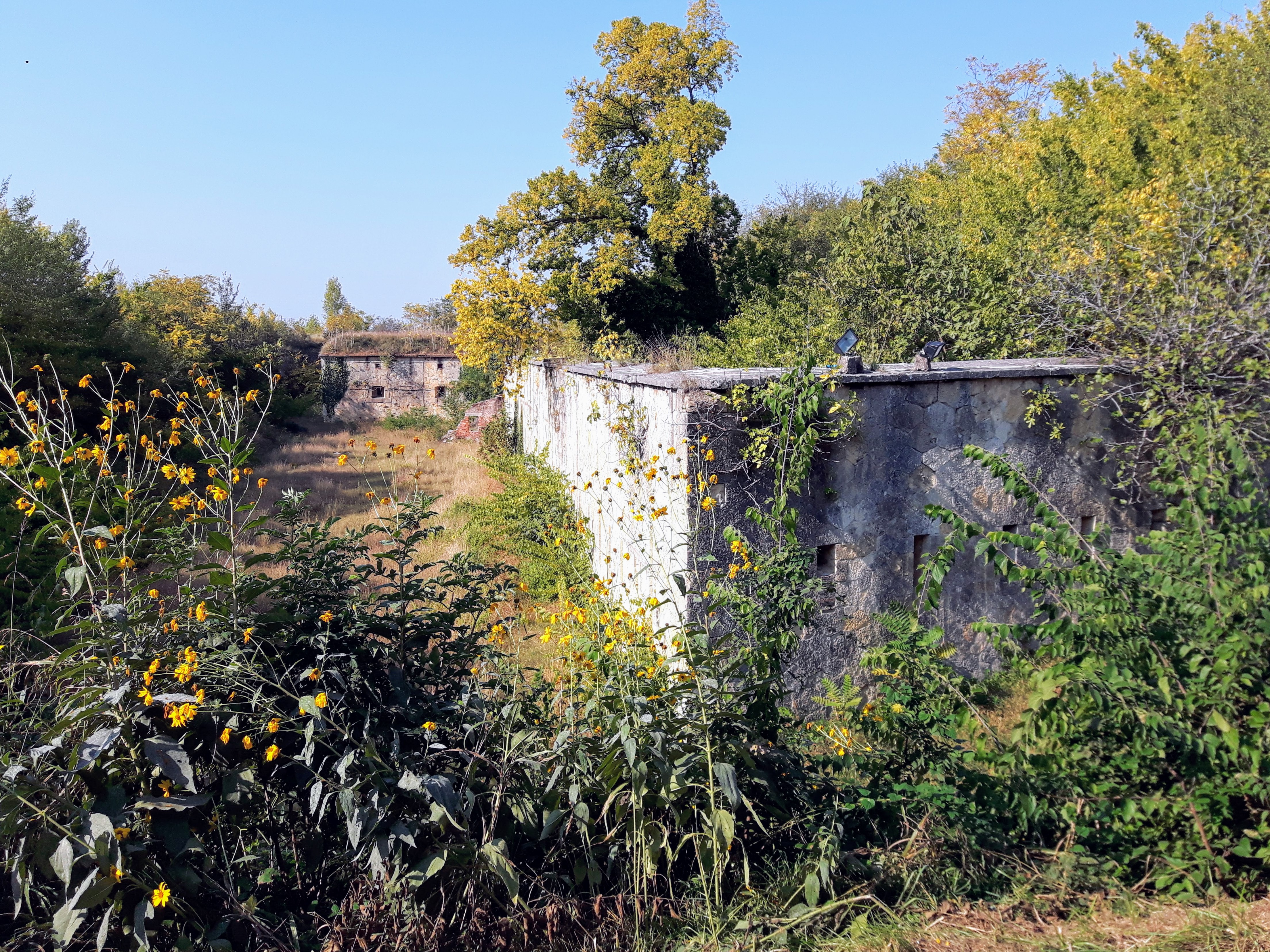
Il fossato asciutto con il muro alla Carnot e, in lontananza, una delle caponiere difensive

La scarpata esterna del terrapieno scende sino al livello del fossato asciutto perimetrale, dove è presidiata dal muro distaccato alla Carnot, con feritoie per fucilieri. Ai due angoli, arrotondati, sporgono le caponiere casamattate per il fiancheggiamento del fosso, provviste di cannoniere e fuciliere. La controscarpa del fosso è rivestita dal muro aderente solo in corrispondenza delle caponiere. Due poterne, adiacenti alle ali del fronte di gola, mettono in comunicazione il piazzale interno del forte con il cammino di ronda, lungo il muro alla Carnot, e con le caponiere.
Nel fronte di gola, in posizioni simmetriche rispetto al ridotto, sono inseriti due maestosi portali neoclassici architravati, con bugne di pietra da taglio, provvisti di ponte levatoio sul fossato. All'interno, ulteriori portali e ponti levatoi rendono il ridotto isolabile dal resto del forte, per l'ultima difesa dell'opera.

## Armamento
L'armamento della fortificazione consisteva in:
- 2 cannoni rigati da 90 mm a retrocarica
- 19 cannoni ad anima liscia

Riserve di munizioni: 56 000 kg di polveri.

## Presidio di guerra
Il presidio in caso di guerra della fortificazione consisteva in:
- 310 fanti
- 50 artiglieri

Era inoltre possibile disporre un presidio di emergenza di 380 uomini.